# Hans-Joachim Schümann
Hans-Joachim Schümann (* 28. Dezember 1919 in Stralsund; † 5. September 1998 in Altenholz) war ein deutscher Pharmakologe.

## Leben
Schümann war Sohn eines Lehrers und besuchte das Humanistische Gymnasium in seiner Heimatstadt. 1940 wurde er mit Unterbrechungen aus dem Wehrdienst zum Studium der Medizin beurlaubt, das er in Köln, Greifswald und Rostock absolvierte. Nach dem Staatsexamen 1945 fertigte er bei Peter Holtz am Pharmakologischen Institut in Rostock seine Dissertation zur Erlangung des medizinischen Doktorgrades an. Zu Holtz ging er auch 1947 als Assistent und habilitierte sich bei ihm 1950 für Pharmakologie und Toxikologie. Von 1951 bis 1953 arbeitete er bei der Schering AG in West-Berlin. Als Holtz 1953 nach Frankfurt am Main wechselte, folgte er ihm und war bis 1964 am Frankfurter Pharmakologischen Institut tätig. In diese Zeit fiel ein Forschungsaufenthalt bei Joshua Harold Burn am Department of Pharmacology der Universität Oxford, wo er vor allem mit Hermann Blaschko zusammenarbeitete. 
1964 wurde er als ordentlicher Professor ans Universitätsklinikum Essen der heutigen Universität Duisburg-Essen berufen. Das Institut war neu gegründet worden. Er hat es eingerichtet, und an ihm ist er trotz eines Rufs an die Universität Göttingen bis zu seiner Emeritierung 1985 geblieben. Zu seinen Essener Schülern gehören Athineos Philippu, später Lehrstuhlinhaber in Innsbruck, Klaus Starke, später Lehrstuhlinhaber in Freiburg im Breisgau, und Otto-Erich Brodde, später Lehrstuhlinhaber in Halle (Saale).
Seit 1949 verheiratet, hatte er einen Sohn und eine Tochter, beide Ärzte.

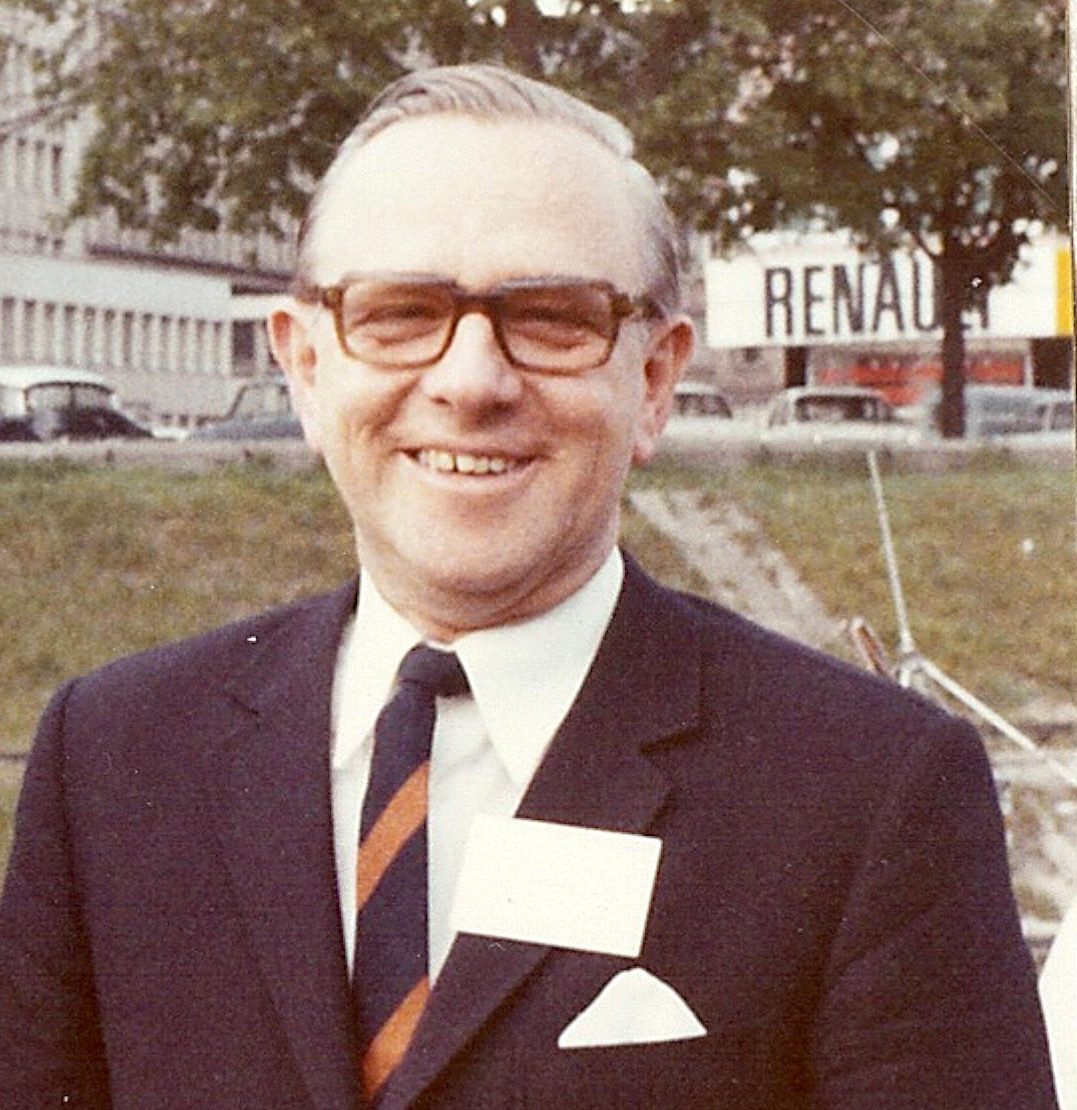
Hans-Joachim Schümann

## Forschung
Schümanns Forschung galt den körpereigenen Botenstoffen Dopamin, Noradrenalin und Adrenalin, den sogenannten Catecholaminen. In Frankfurt zeigte er, dass neben Adrenalin auch Noradrenalin ein Hormon des Nebennierenmarks ist und dass in den Ganglien des Sympathikus Dopamin vorkommt. Der Aufenthalt in Oxford regte ein weiteres Thema an, nämlich die Speicherung der Katecholamine in intrazellulären Vesikeln. Er fand, dass die Vesikel außer Katecholaminen auch Adenosintriphosphat enthalten, meist im Verhältnis 4:1. Dies gemeinsame Vorkommen ist Voraussetzung der Noradrenalin-ATP-Kotransmission. In Essen begannen Arbeiten über die präsynaptische Modulation der Freisetzung von Noradrenalin aus postganglionär-sympathischen Neuronen. Sie führten zur Entdeckung von präsynaptischen Rezeptoren für Angiotensin II und für Noradrenalin selbst, die letzteren vom Typ der α2-Adrenozeptoren. Dabei wurde auch der Wirkmechanismus des Antihypertonikums Clonidin geklärt. Nach Medline am meisten beachtet in Schümanns Werk wurde die Entdeckung und Charakterisierung von α-Adrenozeptoren im Herzmuskel, wo sie neben den vorwiegenden β-Adrenozeptoren eine Steigerung der Kontraktionskraft vermitteln. Dabei hat er – unter maßgeblicher Beteiligung von Otto-Erich Brodde – mechanische, biochemische und elektrophysiologische Messungen ebenso verwendet wie die Bindung von Radioliganden.

## Forschungsorganisation
Von 1971 bis 1974 war Schümann Präsident der Deutschen Pharmakologischen Gesellschaft. Viele Jahre war er Beratender Herausgeber von Naunyn-Schmiedebergs Archiv, den Archives internationales de Pharmacodynamie et de Thérapie (Gent) und den Archivos de Farmacologia y Toxicologia (Madrid).

## Ehrungen
1960 wählte die Royal Society of Medicine (London) Schümann zum Affiliate Member. 1982 wurde er Ehrenmitglied der Japanischen, 1985 der Deutschen Pharmakologischen Gesellschaft.